# Erionota thrax
Espèce
Erionota thrax est un insecte lépidoptère de la famille des Hesperiidae, de la sous-famille des Hesperiinae  et du genre Erionota .

## Dénomination
Erionota thrax a été décrit par Carl von Linné en 1767 sous le nom de Papilio thrax.

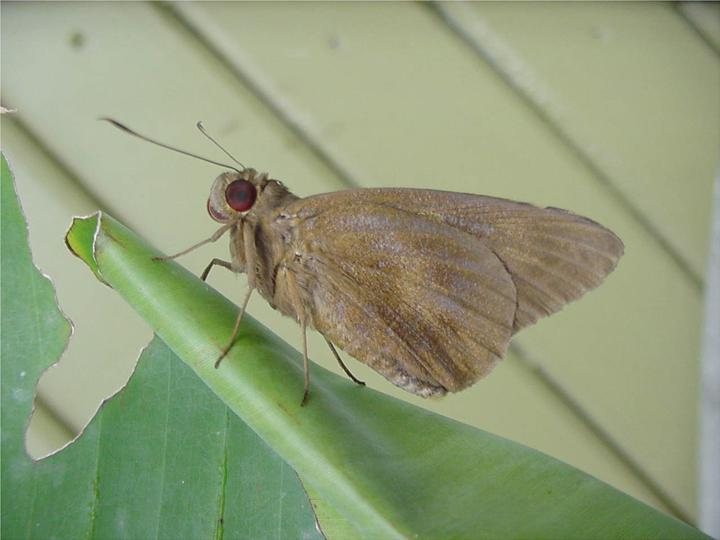
revers

### Noms vernaculaires
Erionota thrax se nomme en anglais Palm Redeye et Erionota thrax thrax Banana Skipper.

### Sous-espèces
- Erionota thrax thrax du nord-est de l'Inde au nord des Philippines.
- Erionota thrax alexandra (De Long et Treadaway, 1993) dans l'ile de Tuzon au nord des Philippines.
- Erionota thrax hasdrubal (Evans, 1949) en Indonésie dans le nord des Moluques.
- Erionota thrax mindana; dans le centre et le sud des Philippines[2].

## Description
C'est un papillon marron dont le dessus des ailes antérieures est orné de trois taches jaunes, d'une envergure de 50 mm à 70 mm, au gros corps marron avec des yeux rouges.

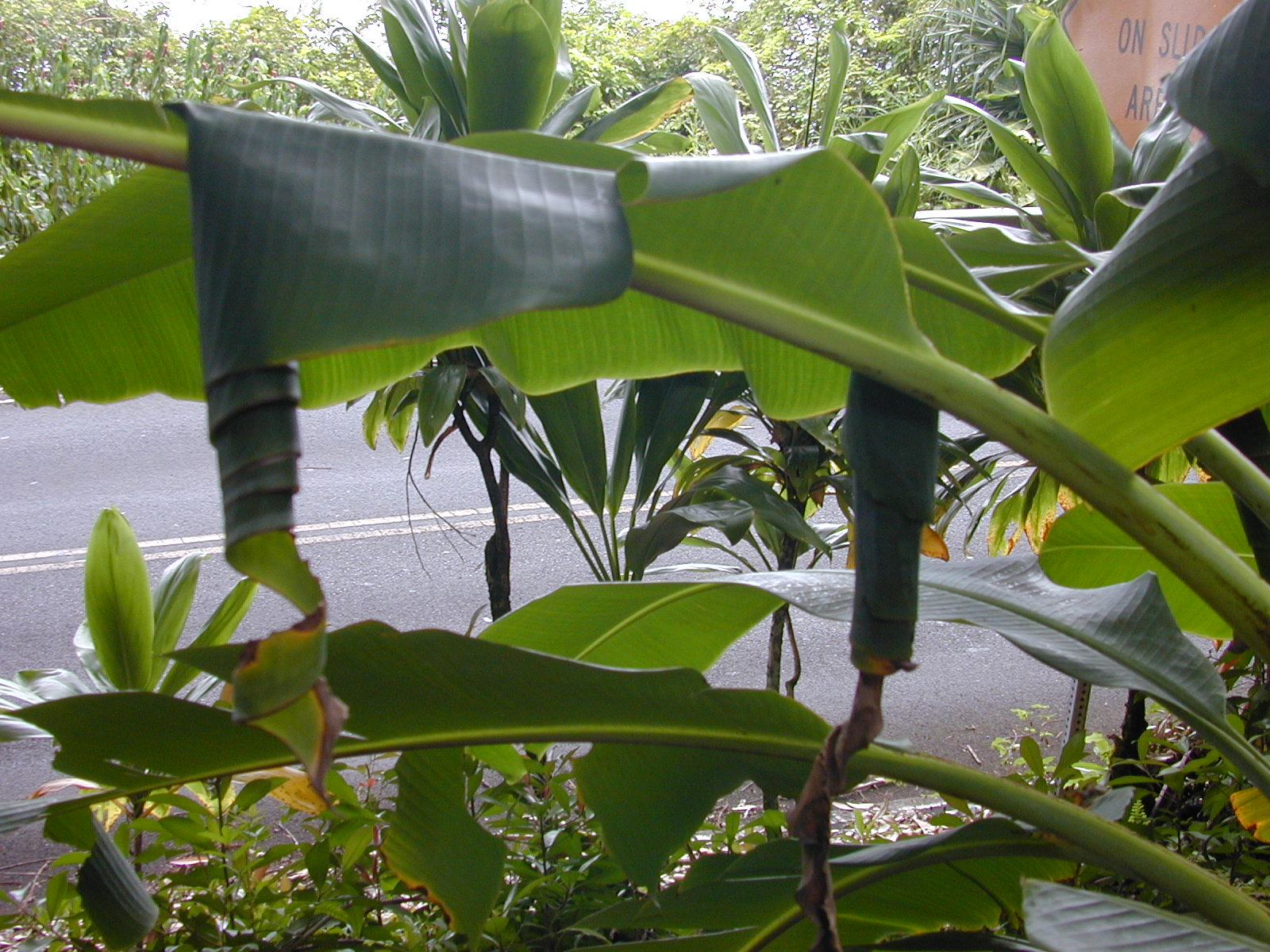
cônes fabriqués par la chenille

### Chenille
L'œuf, jaune pâle est pondu en groupe et il éclot en 5 à 8 jours. D'une feuille la chenille se fabrique un cône. Elle est de couleur vert pâle avec une tête noire. Le cycle dure 3 à 4 semaines.

## Biologie

### Plantes hôtes
Les plantes hôtes de la chenille sont des Musacées dont Musa paradisiaca la banane plantain et Musa textilis,  Cocos nucifera le cocotier, Arenga pinnata le palmier à sucre, Calamus trachycoleus, Elaeis guineensis le palmier à huile africain et Metroxylon sagu le palmier sagoutier et des plantes ornementales du genre Heliconia.

## Écologie et distribution
Erionota thrax est présent en Asie en Mandchourie, Inde, Birmanie, Malaisie. Erionota thrax thrax est présent en Birmanie, au Laos, au Viet-Nam, en Malaisie, à Bornéo, au Sulawesi et en Nouvelle-Guinée.

### Introductions
Il a été introduit dans l'île de Guam en 1956, en Papouasie-Nouvelle-Guinée en 1960, dans l'île Maurice en 1970 et à Hawaii en 1973.

### Biotope
Il vole toute l'année en plusieurs générations.

### Protection
Il défolie les bananiers et de ce fait est considéré comme un ravageur.